# TOI-2109 b
TOI-2109 bとは、地球からヘルクレス座の方向に約855光年離れた場所に存在するスペクトル分類がF型の恒星 TOI-2109 の周囲を公転している太陽系外惑星である。ホット・ジュピターに分類される木星型惑星である。

## 概要
| 木星 | TOI-2109 b |
| ---- | ---------- |
| 木星 | Exoplanet  |

TOI-2109 bはTESSによって発見された。木星型惑星の中では最も短い公転周期を持っており、その公転周期はわずか約16時間である。1.35木星半径、5.02木星質量をもつ。表面温度は約3600ケルビンと非常に高く、主星にかなり接近して公転している他、主星であるTOI-2109の表面温度が高いことも要因の1つとなっている。TOI-2109 bは既知の太陽系外惑星の中で最も温度が高いとされているKELT-9bに次いで2番目に温度が高い太陽系外惑星となっている。これは赤色矮星の温度に匹敵する。
また、TOI-2109 bは軌道減衰が発生しており、年間10~750ミリ秒のペースで公転周期が短くなり、主星に接近しているとされる。1000万年以内に主星に落下する可能性がある。